# Ampelocissus gardineri
Ampelocissus gardineri är en vinväxtart som först beskrevs av Jacob Whitman Bailey, och fick sitt nu gällande namn av B.R. Jackes. Ampelocissus gardineri ingår i släktet Ampelocissus och familjen vinväxter. Inga underarter finns listade i Catalogue of Life.